# امریکاز گات تلنت: قهرمانان
آمریکاز گات تلنت: قهرمانان (به انگلیسی: America's Got Talent: The Champions) نام سری مجموعه مسابقه ای است که اسپین آف مجموعه آمریکاز گات تلنت در شبکه ان بی سی آمریکا قصد کشف درخشان‌ترین استعداد در سراسر جهان را دارد. هدف اصلی این مسابقه پیدا کردن بزرگترین استعداد در بین برندگان مسابقات استعدادیابی سراسر جهان بوده‌است. در این برنامه از بهترین استعدادهای مسابقات استعدادیابی در کشورهای آمریکا، بریتانیا، ایتالیا، دانمارک، آلمان، استرالیا، بلژیک، اسلواکی، فرانسه، اوکراین، آفریقای جنوبی، اسپانیا، هلند و روسیه استفاده شده‌است تا بهترین استعداد جهان کشف شود.

## فصل اول
در فصل اول این مسابقات که در تعطیلات کریسمس ۲۰۱۹ پخش شد، در انتهای این برنامه شین لیم شعبده باز چینی-کانادایی و برنده فصل سیزدهم آمریکا استعداد دارد به عنوان قهرمان قهرمانان انتخاب شد. دارسی لین فارمر عروسک گردان آمریکایی مقام دوم را بدست آورد و کسینیا سیمانوا برنده فصل اول استعدادیابی اوکراین و هنرمند متخصص در ماسه به عنوان نفر سوم اعلام شد.

### نتایج ۱۲ نفر نهایی
| راهنما | قهرمان | مقام دوم | مقام سوم | پنج نفر برتر | فینالیست | زنگ طلایی | کارت صعود |

| نام استعداد        | استعداد               | سابقهاستعدادیابی           | سابقهاستعدادیابی | طریقه صعود            | نتایج      | نتایج |
| نام استعداد        | استعداد               | فصل اصلی حضور              | نتیجه حضور اصلی  | طریقه صعود            | فینال      |       |
| ------------------ | --------------------- | -------------------------- | ---------------- | --------------------- | ---------- | ----- |
| شین لیم            | شعبده باز             | فصل ۱۳ استعدادیابی آمریکا  | برنده            | انتخاب به رای مردم    | برنده      |       |
| دارسی لین فارمر    | خواننده و عروسک گردان | فصل ۱۲ استعدادیابی آمریکا  | برنده            | کارت صعود توسط داوران | مقام دوم   |       |
| کسینیا سیمانوا     | هنرمند ماسه           | فصل ۱ استعداد یابی اوکراین | برنده            | صعود با رای داوران    | مقام سوم   |       |
| کریستینا راموس     | خواننده راک و اپرا    | فصل ۱ استعدادیابی اسپانیا  | برنده            | صعود با رای مردم      | مقام چهارم |       |
| پریچر لاوسون       | کمدین                 | فصل ۱۲ استعدادیابی آمریکا  | فینالیست         | صعود با رای مردم      | مقام پنجم  |       |
| ددلی گیمز          | مهارت خطرناک          | فصل ۱۲استعدادیابی فرانسه   | نیمه نهایی       | صعود با رای داوران    | فینالیست   |       |
| آنجلیکا هیل        | خواننده               | فصل ۱۲ استعدادیابی آمریکا  | نفر دوم          | صعود با رای داوران    | فینالیست   |       |
| پل پاتس            | خواننده اپرا          | فصل ۱ استعدادیابی بریتانیا | برنده            | صعود با رای مردم      | فینالیست   |       |
| سوزان بویل         | خواننده               | فصل ۳ استعدادیابی بریتانیا | مقام دوم         | صعود با رای داوران    | فینالیست   |       |
| جان دورنباس        | شعبده باز             | فصل ۱۱ استعدادیابی آمریکا  | مقام سوم         | کارت صعود توسط داوران | فینالیست   |       |
| کچی اکوچی          | خواننده               | فصل ۱۲ استعدادیابی آمریکا  | فینالیست         | صعود با رای داوران    | فینالیست   |       |
| برایان جاستین کرام | خواننده               | فصل ۱۱ استعدادیابی آمریکا  | مقام چهارم       | صعود با رای مردم      | فینالیست   |       |

## فصل دوم
در فصل دوم این مسابقات که در ژانویه و فوریه ۲۰۲۰ پخش شد. گروه هندی رقصنده آکروباتیک وی آنبیتبل با بیشترین آرا موفق به قهرمانی در این مسابقات شدند. گروه دو نفره آکروباتیک دو ترنسند مقام دوم را بدست آوردند و تایلر باتلر-فیگوئرا ویلنیست نوجوان مقام سوم را بدست آورد.

### نتایج فینال
| راهنما | قهرمان | مقام دوم | مقام سوم | پنج نفر برتر | فینالیست | زنگ طلایی |

| نام استعداد         | استعداد                      | سابقهاستعدادیابی            | سابقهاستعدادیابی | نتایج      | نتایج |
| نام استعداد         | استعداد                      | فصل اصلی حضور               | نتیجه حضور اصلی  | فینال      |       |
| ------------------- | ---------------------------- | --------------------------- | ---------------- | ---------- | ----- |
| وی آنبیتبل          | رقص آکروباتیک                | فصل ۱۴استعدادیابی آمریکا    | مقام پنجم        | برنده      |       |
| دو ترنسند           | حرکات آکروباتیک              | فصل ۱۳ استعدادیابی آمریکا   | فینالیست         | مقام دوم   |       |
| تایلر باتلر-فیگوئرا | ویلنیست                      | فصل ۱۴ استعدادیابی آمریکا   | فینالیست         | مقام سوم   |       |
| مارسلیتو پوموی      | خواننده                      | فصل ۲ استعدادیابی فیلیپین   | برنده            | مقام چهارم |       |
| ساندو تریو راشن بار | حرکات آکروباتیک              | فصل ۶ استعدادیابی آمریکا    | نیمه نهایی       | مقام پنجم  |       |
| آنجلینا جردن        | خواننده                      | فصل ۶ استعدادیابی نروژ      | برنده            | فینالیست   |       |
| بوگی استورم         | رقص                          | فصل ۱۰ استعدادیابی بریتانیا | نفر سوم          | فینالیست   |       |
| سیلوئتس             | رقص با سایه                  | فصل ۶ استعدادیابی آمریکا    | نفر دوم          | فینالیست   |       |
| الکسی لائونبرگر     | نمایش با سگ                  | فصل ۱۱ استعدادیابی آلمان    | برنده            | فینالیست   |       |
| هانس                | خواننده، آکاردئونیست، رقصنده | فصل ۱۳ استعدادیابی آمریکا   | یک چهارم نهایی   | فینالیست   |       |